# Ichneumon tunicatus
Ichneumon tunicatus är en stekelart som beskrevs av Hans Ström 1788. Ichneumon tunicatus ingår i släktet Ichneumon och familjen brokparasitsteklar. Inga underarter finns listade i Catalogue of Life.